# Place de Catalogne
Place de Catalogne (Katalánské náměstí) je náměstí v Paříži. Nachází se ve 14. obvodu.

## Poloha
Náměstí má okrouhlý tvar a tvoří křižovatku ulic Rue Vercingétorix, Rue du Texel, Rue du Château, Rue Alain a Rue du Commandant-René-Mouchotte.

## Historie
Náměstí vzniklo během výstavby v této oblasti na počátku 80. let. Dne 3. září 1985 bylo pojmenováno podle Katalánska, odkud pochází architekt Ricardo Bofill, který projektoval stavby okolo náměstí.
Uprostřed náměstí se nachází žulová deska, po které teče voda. Autorem této fontány je Shamaï Haber.